# Rubén Plaza
Rubén Plaza Molina (Ibi, 29 febbraio 1980) è un ex ciclista su strada spagnolo. Professionista dal 2001 al 2019, in carriera vinse una tappa al Tour de France, due alla Vuelta a España e due titoli nazionali in linea.

## Carriera
Già vincitore nel 1997 del campionato spagnolo in linea juniores, passa professionista nel 2001 con la iBanesto.com, squadra diretta da Eusebio Unzué. È del 2003 il suo primo successo da pro, nella prova in linea dei campionati spagnoli élite disputati ad Alcobendas.
Nel 2004, trasferitosi alla Kelme, prende per la prima volta parte alla Vuelta a España, ritirandosi però solo nel corso della diciannovesima tappa e non giungendo dunque al traguardo di Madrid: ottiene comunque un settimo posto nella cronometro valida come ottava frazione. Nella stagione seguente la Kelme cambia nome in Comunidad Valenciana, e Plaza consegue diversi successi in corse spagnole e portoghesi, fra cui la classifica finale della Vuelta a Aragón.
Tra l'agosto e il settembre 2005 partecipa quindi alla Vuelta a España, dimostrando buona forma. Si distingue a cronometro classificandosi secondo nella tappa di Lloret de Mar, vinta da Denis Men'šov, e conquistando la penultima frazione ad Alcalá de Henares con 5 decimi di secondo di vantaggio su Roberto Heras e record di media oraria, 56,218 km/h; anche nelle frazioni in salita mette a referto alcuni piazzamenti nei primi dieci. In virtù della successiva squalifica per doping del vincitore Roberto Heras, trovato positivo proprio al termine della tappa vinta da Plaza, chiude quinto in classifica generale, dietro al compagno di squadra Carlos Garcia Quesada.
Dopo aver ottenuto buoni risultati nelle corse primaverili, il 30 giugno 2006 viene rivelato essere uno dei 31 ciclisti coinvolti nello scandalo dell'Operación Puerto, indagine contro il doping della Guardia Civil spagnola culminata il mese precedente con l'arresto, fra gli altri, del medico Eufemiano Fuentes e dei direttori sportivi della ONCE e della stessa Comunidad Valenciana. Scagionato poco dopo da qualsiasi accusa ma ormai escluso dal Tour de France 2006 insieme al resto della squadra, vince la Clásica a los Puertos de Guadarrama in agosto; poco dopo la Comunidad Valencia ritirerà la sponsorizzazione a seguito dello scandalo e il team verrà dismesso.
All'inizio della stagione 2007 Plaza viene quindi messo sotto contratto dalla Caisse d'Epargne, già Banesto e iBanesto.com, e in aprile vince la Vuelta a la Rioja; a maggio, visto il coinvolgimento nello scandalo dell'anno precedente e le conseguenti richieste degli organizzatori, la squadra esclude lui e Constantino Zaballa dalla lista dei 9 partenti per il Giro d'Italia. Al termine dell'anno, non avendo rinnovato, si trasferisce in Portogallo, prima al Benfica, con cui vince tre corse, e poi, nel 2009, alla Liberty Seguros Continental, con cui trionfa in quattro corse, compreso un altro campionato spagnolo.
Nella stagione 2010, visto il ritiro della Liberty Seguros a causa delle positività al CERA di alcuni suoi ciclisti al Giro del Portogallo 2009, Plaza torna a correre per la Caisse d'Epargne. Resta tra le file della formazione di Unzué, divenuta Movistar, anche per le quattro annate successive, fino a tutto il 2014, vincendo una tappa e la classifica finale della Vuelta a Castilla y León 2013.

## Palmarès
- 2000 (Dilettanti)

Clásica Memorial Txuma
- 2003 (iBanesto.com, due vittorie)

Campionati spagnoli, Prova in linea
5ª tappa Regio-Tour (Emmendingen > Vogtsburg im Kaiserstuhl)
- 2004 (Kelme, una vittoria)

5ª tappa Grande Prémio Internacional de Torres Vedras (Torres Vedras > Torres Vedras, cronometro)
- 2005 (Comunidad Valenciana, cinque vittorie)

2ª tappa Grand Prix Internacional Costa Azul (Seixal > Seixal)
Classifica generale Grand Prix Internacional Costa Azul
4ª tappa Vuelta a Aragón (Herrera de los Navarros > Virgen de la Sierra de Herrera, cronometro)
Classifica generale Vuelta a Aragón
20ª tappa Vuelta a España (Guadalajara > Alcalá de Henares, cronometro)
- 2006 (Comunidad Valenciana, tre vittorie)

5ª tappa Vuelta a Asturias (Llanes > Oviedo)
1ª tappa Grande Prémio Internacional de Torres Vedras (Runa > Torres Vedras)
Clásica a los Puertos de Guadarrama
- 2007 (Caisse d'Epargne, una vittoria)

Classifica generale Vuelta a La Rioja
- 2008 (Benfica, tre vittorie)

Classifica generale Volta a la Comunitat Valenciana
Prologo Vuelta a la Comunidad de Madrid (cronometro)
Prologo Volta a Portugal (Portimão > Portimão, cronometro)
- 2009 (Liberty Seguros, quattro vittorie)

4ª tappa Vuelta a Murcia (Alhama de Murcia > Alhama de Murcia)
3ª tappa Circuit de Lorraine (Pagny-sur-Moselle > La Bresse)
2ª tappa Grande Prémio Internacional CTT Correios de Portugal (Águeda > Lamego)
Campionati spagnoli, Prova in linea
- 2013 (Movistar, due vittorie)

3ª tappa Vuelta a Castilla y León (Aguilar de Campoo > Cervera de Pisuerga)
Classifica generale Vuelta a Castilla y León
- 2015 (Lampre-Merida, due vittorie)

16ª tappa Tour de France (Bourg-de-Péage > Gap)
20ª tappa Vuelta a España (San Lorenzo de El Escorial > Cercedilla)

### Altri successi
- 2005

Classifica scalatori Grand Prix Internacional Costa Azul
Classifica giovani Grand Prix Internacional Costa Azul

## Piazzamenti

### Grandi Giri
- Giro d'Italia

2016: 56º
2017: 30º
2018: 47º
2019: 71º
- Tour de France

2010: 10º
2012: 101º
2013: 47º
2014: 91º
2015: 30º
2016: 72º
- Vuelta a España

2004: ritirato (19ª tappa)
2005: 5º
2010: 16º
2015: 45º

### Classiche monumento
- Giro di Lombardia

2016: ritirato
2018: 98º
2019: ritirato

### Competizioni mondiali
- Campionati del mondo

Madrid 2005 - Cronometro Elite: 4º
Varese 2008 - Cronometro Elite: 32º
Mendrisio 2009 - In linea Elite: ritirato
Melbourne 2010 - In linea Elite: ritirato